# Nth Room
Nth Room (en coréen : N번방 ; romanisation Beonbang ; littéralement : N-ième salle) est un cas d'abus et d'exploitation sexuelle numérique arrivé en Corée du Sud entre décembre 2018 et mars 2020. Le nom fait référence au fait que les auteurs aient ouvert plusieurs salons de discussion sur l'application de messagerie chiffrée Telegram pour distribuer des vidéos à caractère sexuel à un nombre signalé de 260 000 utilisateurs. L'auteur principal de ces rooms se nomme Cho Joo-Bin « Baksa » (docteur en coréen). Les auteurs de la Nth Room sont accusés d'avoir attiré des victimes, y compris des mineures, et de recourir au chantage pour forcer ces dernières à envoyer des photos et des vidéos sexuellement explicites dont des viols, des humiliations, des scarifications ou des violences faites à des femmes, des vidéos accessibles aux utilisateurs en échange d'argent. Sur les 103 victimes signalées, 26 étaient mineures.

## Contexte
Tout cela a commencé par un homme suspecté d'être le principal criminel et cerveau de cette affaire, un homme connu sous le nom de « Baksa » (« Docteur » en coréen). Ce dernier postait des messages sur Twitter à de nombreuses filles, en leur disant : « Vos photos privées ont pu être exposées sur internet, alors vérifiez ce site pour voir si c’est vraiment vous. » Le lien redirigeait les victimes vers un faux Twitter, et lorsque les filles entraient leurs identifiants, ces données étaient ensuite transmises aux criminels. Grâce à ces données, les criminels avaient ensuite accès illégalement aux informations personnelles de ces dernières telles que le numéro de téléphone, leur adresse et le nom des membres de leur famille. Les criminels menaçaient ensuite les filles d'exposer tout ce qu'elles pouvaient avoir à cacher à leur famille et au reste du monde si elles n'acceptaient pas de devenir leurs esclaves pendant une semaine. À la fin de cette semaine et pour mettre un terme à tout cela, les malfaiteurs ont demandé aux victimes de leur envoyer des photos d'elles nues. Cependant, ces derniers les ont ensuite menacé à nouveau, cette fois-ci de révéler ces photos à leurs familles si elle refusaient de réaliser d'horribles actes et de rester des esclaves. Plus de 103 femmes, dont 26 filles mineures, ont ainsi accepté sous la contrainte, par peur de voir leurs malfaiteurs révéler leurs informations. Les filles se sont alors filmées où on les obligeait à commettre des actes horribles dont se faire violer par plusieurs hommes, se couper le mamelon, s'insérer une paire de ciseaux dans le vagin, manger des excréments, ou encore écrire « esclave » sur la peau avec un couteau. Deux autres moyens ont été utilisés par ces criminels, à savoir : la proposition d'offres d'emplois à temps partiel très bien rémunéré, où selon eux, le salaire promis est disponible seulement via un programme de parrainage, les victimes devaient être associées à un parrain. Seulement, pour bénéficier d'un parrain, il fallait qu'elles envoient des photos et des vidéos à caractère sexuel. Les criminels, ensuite, les ont fait chanter. L'autre est le fait que ces derniers usurpaient l'identité de la police et les menaçaient d'intenter une action en justice car elles postaient des contenus explicites.
Sur cette application, les personnes pouvaient s'inscrire à différents niveaux pour avoir accès aux différentes vidéos. Entrer sur une simple chat room coûtait 200 000 wons (soit 150 euros environ), tandis que pour avoir accès à l'intégralité du contenu, il fallait débourser 1,5 million de wons (soit 1 100 euros environ).

## Suspects
Le 23 mars 2020, la chaîne SBS a révélé que la police a arrêté plus de 100 individus ayant activement participé au réseau dont la personne se cachant derrière le pseudonyme de Baksa. Son identité a été révélée : il s'agit d'un homme de 25 ans, se nommant Cho Joo-bin. La chaîne a également confirmé que ce dernier avait déjà été inquiété par la justice en 2018 pour des arnaques, peu après avoir été diplômé. À l'époque, il postait sur Telegram de fausses publicités pour vendre des armes à feu et de la drogue. Le 25 mars, les médias ont révélé que la police avait mis la main sur un butin de 3,2 milliards de wons (plus de 2,3 millions d'euros) en cryptomonnaie sur des porte-monnaie virtuels du suspect. Par ailleurs, près de 130 000 000 de wons ont été trouvés à son domicile soit l'équivalent de 96 000 euros ; les autorités estiment qu'il s'agirait probablement d'une autre activité illégale. La police suspecte un potentiel blanchiment d'argent. Dans la journée, le jeune homme a reconnu les faits devant le juge, s'est excusé et a déclaré : « Merci d’avoir mis un terme à cette vie démoniaque que je vivais et que je ne pouvais plus arrêter. ».

## Réactions

### Politiques
- Lee In-young, leader parlementaire du Parti Minju, a promis que le parti porterait l'affaire devant la législation parlementaire[3].
- La principale opposition du Parti du futur uni a condamné l'affaire, dans laquelle ils ont transmis l'affaire à une législation parlementaire interdisant tout type de pornographie enfantine[4].

### Idols
De nombreuses célébrités sud-coréennes, après ces révélations, n'ont pas tardé à exprimer leur colère en réagissant sur les réseaux sociaux et encouragent leurs fans à soutenir la pétition, tels Baekhyun et Chanyeol d'EXO, Ravi de VIXX, Sojin et Hyeri de Girl's Day, Ha Yeon-soo, Moon Ga-young, Simon Dominic, Jung Ryeo-won, Ahn Bo-hyun, Eric Nam ou encore Hyelim.

### Judiciaire
La Cour suprême annonce son intention de rendre les peines plus sévères pour les crimes sexuels numériques à la suite de l'indignation générale.

### Médias
Un documentaire retraçant cette affaire est sorti sur Netflix le 18 mai 2022, intitulé Cyber Hell : Le réseau de l'horreur,.